# Йоахимчик, Йоахим

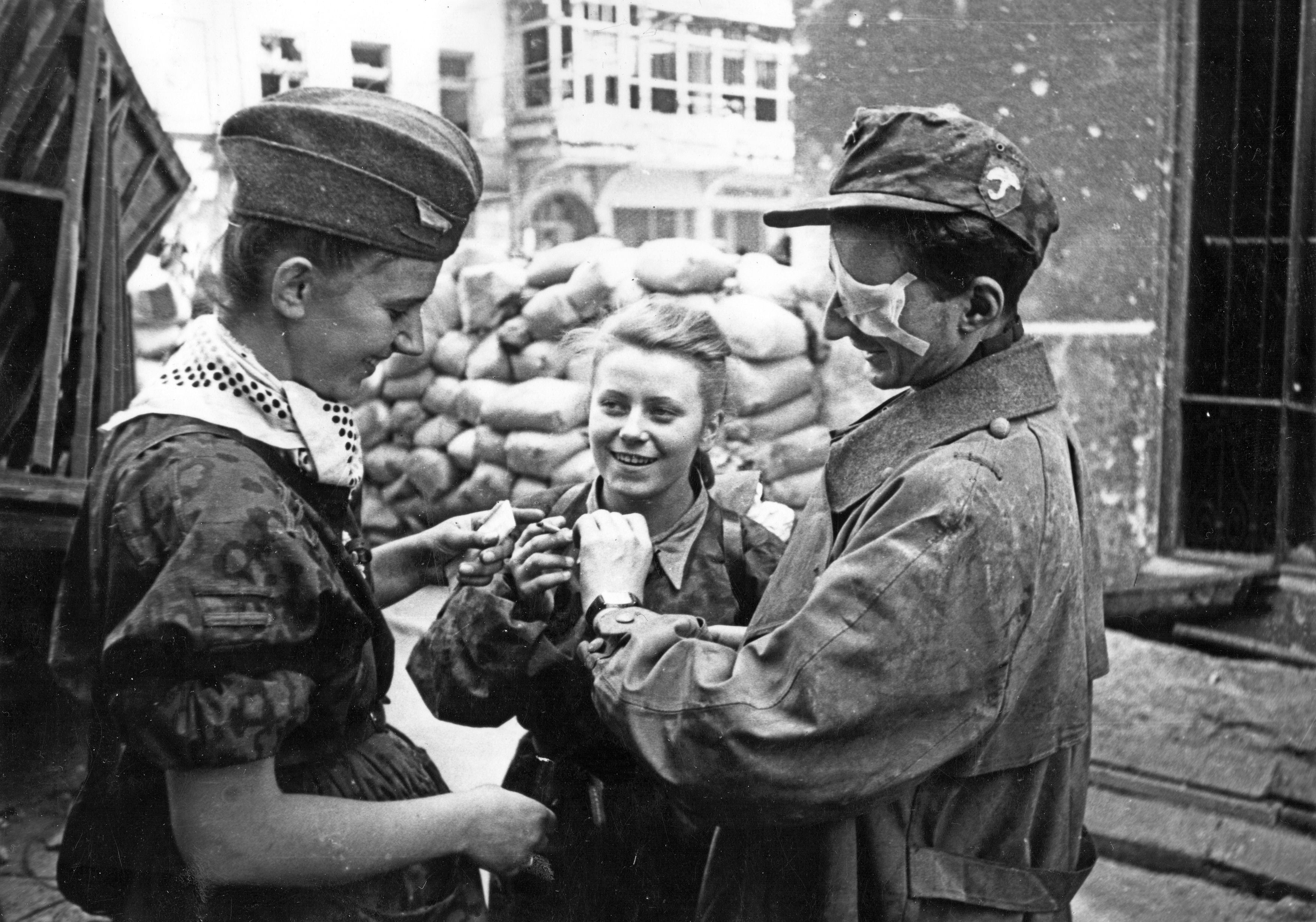
Одна из фотографий Йоахима Йоахимчика, Варшавское восстание

Йоа́хим Йоахи́мчик (пол. Joachim Joachimczyk, 16 мая 1914 года, Сворнигаце — 4 мая 1981 года, Гданьск, Польша) — польский фоторепортёр, участник Варшавского восстания 1944 года.

## Биография
C 1935 года проживал в Гдыне. Во время начала Второй мировой войны участвовал в сражениях в районе Свентокшиских гор в составе 16-го пехотного полка. Во время немецкой оккупации Польши проживал в Варшаве. Служил в подпольной фотографической группе Армии Крайовой (псевдоним «Joachim»). Во время Варшавского восстания дела снимки в районе Средноместья. После капитуляции восставших находился в концентрационном лагере для военнопленных Stalag X B, который находился возле Гамбурга. Сбежал во время транспортировки военнопленных в другой лагерь. Благодаря знанию немецкого языка в ноябре 1944 года добрался до Гдыни, где установил контакт с Тайным харцерским отрядом, действовавшим на Гданьском поморье, и участвовал в акциях «Akcja B-1» и «Akcja B-2». Во время «Akcja B-1» снял многочисленные фотографии немецких кораблей, стоявших на якоре в порту Гдыни. Эти фотографии передал английской разведке, которая использовала их для организации бомбардировки Гдыньского порта 18-19 декабря 1944 года, во время которой был потоплен линкор Schleswig-Holstein.
После войны окончил экономическую школу, после чего работал в течение многих лет директором Объединения химических школ в Гдыне.
Скончался 4 мая 1981 года в Гданьске.
Свои фотографии пописывал своим псевдонимом «Joachim». Авторство его фотографий, снятых им во время Второй мировой войны, было неизвестно до 1979 года, когда профессор Владислав Евсевицкий установил, что эти фотографии были сняты Йоахимом Йоахимчиком. Фотографии Йоахима Йоахимчика демонстрировались на выставке «Powstanie warszawskie w obiektywie powstańczych fotoreporterów» и публикуются сегодня в многочисленных изданиях, посвящённых Варшавскому восстанию.